# Eddy Beugels

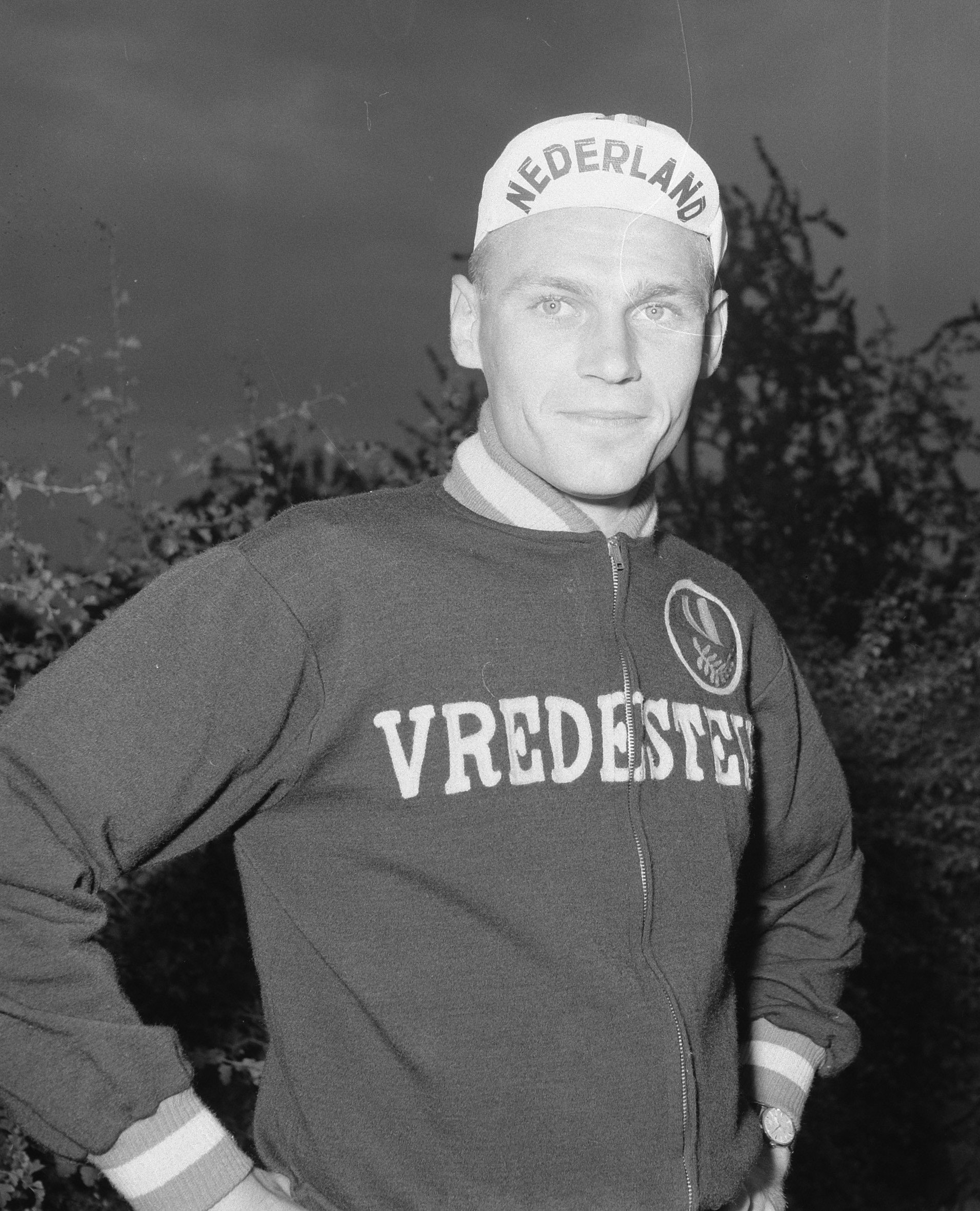
Eddy Beugels (1965)

Eddy Beugels (* 19. März 1944 in Schinnen; † 12. Januar 2018 in Maastricht) war ein niederländischer Radrennfahrer und nationaler Meister im Radsport.

## Sportliche Laufbahn
Beugels hatte sein Debüt in der niederländischen Nationalmannschaft der Amateure 1964 in der Kanada-Rundfahrt. Er holte einen Tageserfolg in dem Etappenrennen. Im Rennen der UCI-Straßen-Weltmeisterschaften wurde er als 40. klassiert, 1965 kam er auf den 15. Rang, 1966 kam er als 42. ins Ziel.
1965 wurde er nationaler Meister im Mannschaftsfahren der Interclubs und gewann eine Etappe der Olympia’s Tour. In der Tour de l’Avenir wurde er 75. des Endklassements.
1966 war er in der Twente-Rundfahrt, der Ronde van Noord-Holland und im Omloop van de Baronie erfolgreich. Bei den UCI-Straßen-Weltmeisterschaften gewann er mit Timen Groen, Harry Steevens und Marinus Wagtmans die Silbermedaille im Mannschaftszeitfahren. In der Tour de l’Avenir kam er auf den 10. Rang. In der Rheinland-Pfalz-Rundfahrt 1966 wurde er hinter Ortwin Czarnowski Gesamtzweiter.
1967 wurde er Berufsfahrer im Radsportteam Mercier-BP und blieb bis 1970 aktiv. Beugels siegte 1967 im Einzelzeitfahren Grand Prix de Belgique vor Robert Hagmann, 1968 im Rennen Rund um den Henningerturm, in der Tour de Wallonie und 1970 im Grand Prix Flandria. In der Tour de Suisse 1970 holte er einen Etappensieg. Zweiter wurde Beugels 1969 in der Meisterschaft von Zürich hinter Roger Swerts und im Grand Prix de Wallonie hinter Ferdi Bracke. In den Rennen der Monumente des Radsports war der 23. im Rennen Lüttich–Bastogne–Lüttich 1968 und 1969 sein bestes Resultat.
In der Tour de France startete er dreimal. 1968 wurde er 55., 1969 83. und 1970 81. der Gesamtwertung. In der Vuelta a España 1967 war er ausgeschieden. In der Tour de Suisse 1970 wurde er 31. Bei Bordeaux–Paris 1968 wurde er positiv auf ein Dopingmittel getestet und sanktioniert.